# Carolina Yuste
Pour les articles homonymes, voir Yuste.
Carolina Ortega Yuste, mieux connue sous le nom de Carolina Yuste, née le 30 juillet 1991 à Badajoz, est une actrice espagnole, récompensée du Prix Goya de la meilleure actrice dans un second rôle en 2019 pour Carmen et Lola. et celui de la meilleure actrice en 2025 pour La Infiltrada, deux films d'Arantxa Echevarría.

## Carrière
Caroline Yuste, née à Badajoz en Estrémadure en 1991, étudie à l'Académie royale supérieure d'art dramatique de Madrid. À sept ans, après avoir vu une représentation du Songe d'une nuit d'été au théâtre de Mérida, elle décide de devenir actrice.
Elle débute au cinéma en 2016 avec le film Historias románticas (un poco) cabronas, le premier long-métrage d'Alejandro González Ygoa, tourné en douze jours avec seulement cinq cents euros de budget.
Second rôle dans le film Carmen et Lola de la réalisatrice Arantxa Echevarría, elle obtient le Prix Goya de la meilleure actrice dans un second rôle en 2019 pour celui-ci, battant Anna Castillo, Natalia de Molina et Ana Wagener. Elle devient la première actrice originaire d'Estrémadure à remporter un Prix Goya.
Après ce film, elle joue dans la série télévisée Brigada Costa del Sole et Caronte et dans le film Hasta el cielo aux côtés de Miguel Herrán et Luis Tosar. En parallèle, elle joue dans la pièce Prostitución dirigée par Andrés Lima avec Carmen Machi et Nathalie Poza au théâtre espagnol de Madrid.
En 2023, elle incarne la chanteuse Conchita Alcaide Rodríguez, épouse de l'humoriste Eugenio, dans le biopic de David Trueba, aux côtés de David Verdaguer.
En 2024, elle est nommée au Prix Platino de la meilleure actrice pour le film Saben aquell de David Trueba et reçoit le prix Gaudi de la meilleure actrice pour ce rôle.
En 2025, elle est consacrée pour son rôle principal dans le film La Infiltrada d'Arantxa Echevarría par plusieurs récompenses, dont le prix Feroz, le prix du Círculo de Escritores Cinematográficos et le prix Goya de la meilleure actrice.

## Filmographie
Sauf indication contraire, les informations mentionnées dans cette section peuvent être confirmées par la base de données cinématographiques IMDb,  présente dans la section « Liens externes ».

### Cinéma
- 2016 : Historias románticas (un poco) cabronas de Alejandro Gonzalez Ygoa : Ana
- 2018 : Carmen et Lola (Carmen y Lola) d'Arantxa Echevarría : Paqui
- 2018 : Quién te cantará de Carlos Vermut : Ana
- 2020 : Hasta el cielo de Daniel Calparsoro : Estrella
- 2021 : La familia perfecta d'Arantxa Echevarría : Sara
- 2022 : Les Tournesols sauvages (Girasoles silvestres) de Jaime Rosales : Maite
- 2023 : Saben aquell de David Trueba : l'artiste Conchita Alcaide
- 2024: La Infiltrada d'Arantxa Echevarría : Aranzazu Berradre

### Télévision
- 2016 : La sonata del silencio : Dorita (4 épisodes)
- 2019 : Brigada Costa del Sol : Sole (13 épisodes)
- 2020 : Caronte : Ana Novo Ruiz (1 épisode)
- 2020-2021 : Dime quién soy : Lola (9 épisodes)
- 2023 : Sans laisser de traces : Desi (8 épisodes)

## Récompenses
- Prix Gaudí 2024: meilleure actrice pour Saben aquell
- Prix du Círculo de Escritores Cinematográficos : meilleure actrice pour La Infiltrada[8]
- Prix Feroz 2025: meilleure actrice pour La Infiltrada
- Prix Goyas 2025 : meilleure actrice pour La Infiltrada

## Doublage
Carolina Yuste est doublée en français par :
- Alice Taurand dans Caronte (série télévisée)[9]